# Isabel de Warenne, 4. Countess of Surrey
Isabel de Warenne, 4. Countess of Surrey (* 1136; † 12. Juli 1203, bestattet in der Lewes Priory bei Lewes) war eine englische Adlige. Sie war die einzige überlebende Erbin von William de Warenne, 3. Earl of Surrey, und seiner Ehefrau Adela, der Tochter von Graf Wilhelm III. von Ponthieu.

## Leben
1148 erbte sie den Besitz ihres Vaters und wurde dadurch Countess of Surrey aus eigenem Recht. Im gleichen Jahr heiratete sie Wilhelm von Blois, den jüngeren Sohn des englischen Königs Stephan. Die Heirat wurde zu einem kritischen Zeitpunkt während des Englischen Bürgerkriegs geschlossen und war Teil des Versuchs Stephans, den Besitz der Familie Warenne unter seine Kontrolle zu bringen. Die Ehe blieb kinderlos; Wilhelm starb im Jahr 1159.
1162/63 hielt William FitzEmpress um ihre Hand an, der dritte Sohn des Grafen Gottfried Plantagenet von Anjou und der „Kaiserin“ Matilda von England – aus dem gleichen Grund wie seinerzeit Wilhelm von Blois. Thomas Becket verweigerte jedoch den Dispens aufgrund vorhandener Blutsverwandtschaft. Im April 1164 heiratete Isabel dann Hamelin, den Halbbruder Williams, wodurch dieser ebenfalls Earl of Surrey aus dem Recht seiner Ehefrau (iure uxoris) wurde. Das Paar bekam vier Kinder, die ihre Eltern überlebten:
- William (1166–1240), 1203 Earl of Surrey
- Adela (* um 1170), sie war die Mätresse des Königs Johann Ohneland.

1. ⚭ Robert of Naburn;
2. ⚭ William FitzWilliam;

- Isabel († 30. November 1234),

1. ⚭ Robert de Lacy;
2. ⚭ Gilbert de l’Aigle, Lord of Pevensey (Haus l’Aigle)

- Matilda,

1. ⚭ Heinrich II., Graf von Eu;
2. ⚭ Henri d’Estouteville (Henry de Stouteville).

Hamelin starb 1202, Isabel im Jahr darauf. Beide wurden im Kapitelhaus der Lewes Priory bestattet.